# Орлівська сільська рада (Покровський район)
| Орлівська сільська рада — колишній орган місцевого самоврядування у Покровському районі Дніпропетровської області з адміністративним центром у с. Орли. Сільській раді підпорядковані населені пункти: - с. Орли - с. Діброва - с. Киричкове - с. Кривобокове - с. Малинівка - с. Маяк - с. Мечетне - с. Солоне |

## Склад ради
Рада складається з 12 депутатів та голови.

## Керівний склад сільської ради
| ПІБ                      | Основні відомості                                                                      | Дата обрання | Дата звільнення |
| ------------------------ | -------------------------------------------------------------------------------------- | ------------ | --------------- |
| Берюшов Валерій Петрович | Сільський голова, 1965 року народження, освіта, Всеукраїнське об'єднання «Батьківщина» | 21.06.2009   | 31.10.2010      |
| Назаренко Любов Іванівна | Сільський голова, 1962 року народження, освіта вища, член Партії регіонів              | 31.10.2010   |                 |

Примітка: таблиця складена за даними джерела